# 울산지방법원
울산지방법원(蔚山地方法院)은 울산광역시와 경상남도 양산시를 관할하는 대한민국의 지방법원이다.

## 연혁
1998년 3월 31일 부산지법 울산지원에서 승격

## 관할 구역
- 울산광역시 전 지역, 경상남도 (양산시)

## 관할 등기소
- 중부등기소
- 양산등기소

## 소재지
- 울산지방법원 (본원): 울산광역시 남구 법대로14번길 37
  - 양산시법원: 경상남도 양산시 북안남5길 12

## 역대 법원장
| 순번 | 이름   | 재임기간                          | 주요 경력                              |
| ---- | ------ | --------------------------------- | -------------------------------------- |
| 1대  | 유지담 | 1998년 2월 ~ 1999년 10월          | 대법관 임명                            |
| 2대  |        |                                   |                                        |
| 3대  | 황인행 | 2000년 7월 28일 ~                 | 서울지방법원 남부지원장                |
| 4대  | 김재진 | 2001년 2월 ~                      | 서울고등법원 수석부장판사              |
| 5대  | 안성회 | 2003년 2월 12일 ~                 | 서울지방법원 서부지원장                |
| 6대  | 변동걸 | 2004년 2월 11일 ~                 |                                        |
| 7대  | 박용수 | 2005년 2월 14일 ~                 |                                        |
| 8대  | 김능환 | 2005년 11월 4일 ~ 2006년 6월 20일 | 대법원 근무, 대법관 임명               |
| 9대  | 이기중 | 2006년 6월 21일 ~                 | 부산고등법원 수석부장판사              |
| 10대 | 김경종 | 2007년 2월 12일 ~                 | 서울고법 수석부장판사                  |
| 11대 | 김수학 | 2008년 2월 13일 ~                 | 대구고등법원 수석부장판사, 대법관 임명 |
| 12대 | 최병덕 | 2009년 2월 9일 ~                  |                                        |
| 13대 | 최우식 | 2010년 2월 11일 ~                 | 대구고등법원 수석부장판사              |
| 14대 | 조용구 | 2011년 2월 17일 ~ 2012년 2월 15일 |                                        |
| 15대 | 김신   | 2012년 2월 16일 ~                 | 부산고등법원 수석부장판사, 대법관 임명 |
| 16대 | 최완주 | 2012년 9월 4일 ~                  |                                        |
| 17대 | 최상열 | 2014년 2월 13일 ~                 |                                        |
| 18대 | 이기광 | 2016년 2월 11일 ~                 | 대구지방법원 수석부장판사              |
| 19대 | 최인석 | 2018년 2월 ~ 2019년 2월           | 제주지방법원장                         |
| 20대 | 구남수 | 2019년 2월 ~ 2021년 2월           | 부산가정법원장                         |
| 21대 | 김우진 | 2021년 2월 ~ 2023년 2월           | 사법정책연구원 수석연구위원            |
| 22대 | 서경희 | 2023년 2월 ~ 2025년 2월           | 대구가정법원장                         |
| 23대 | 유진현 | 2025년 2월 ~                      | 울산지방법원 부장판사                  |